# Kasteel ter Ham

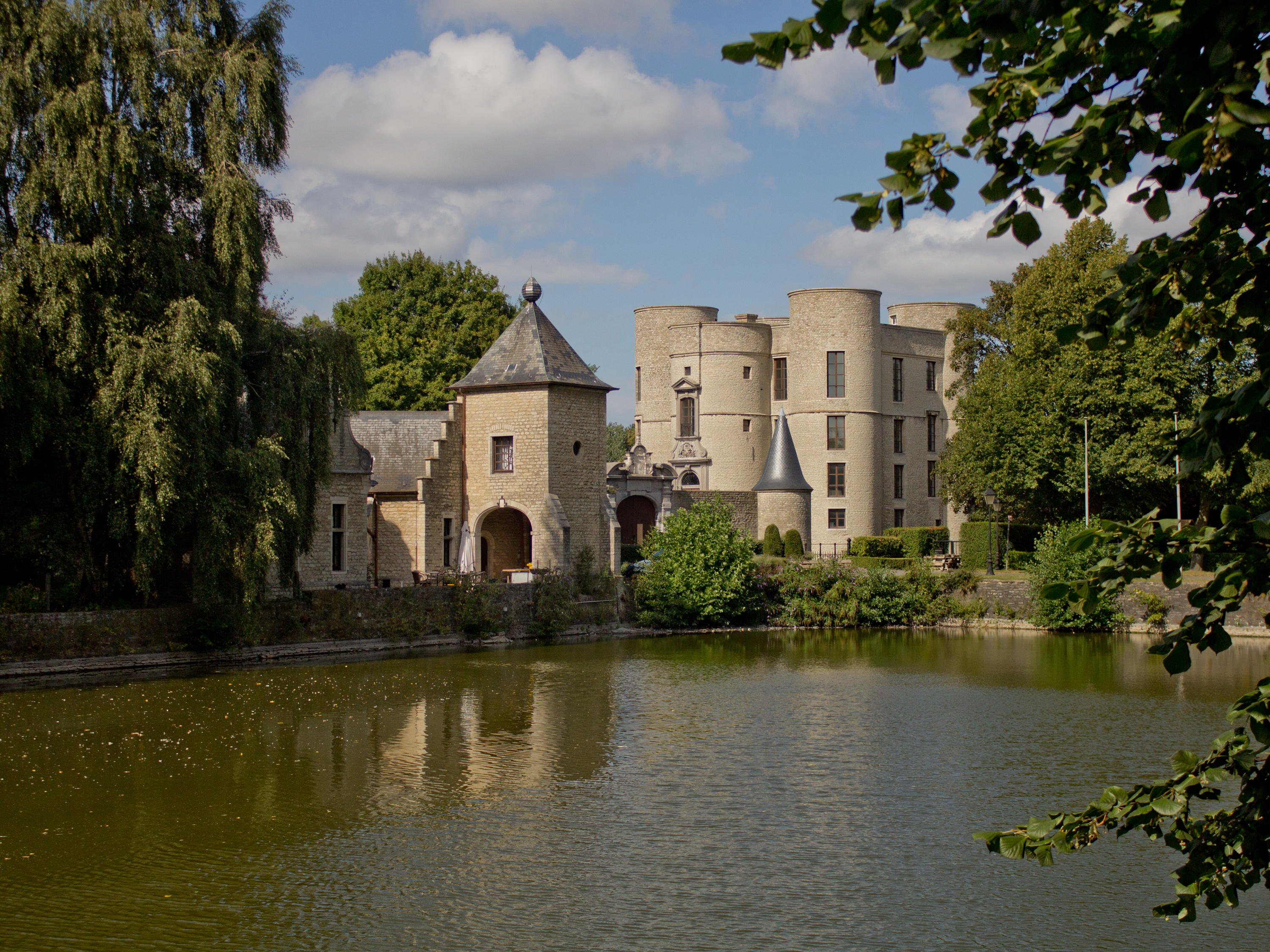
Vijver, poortgebouw en kasteel

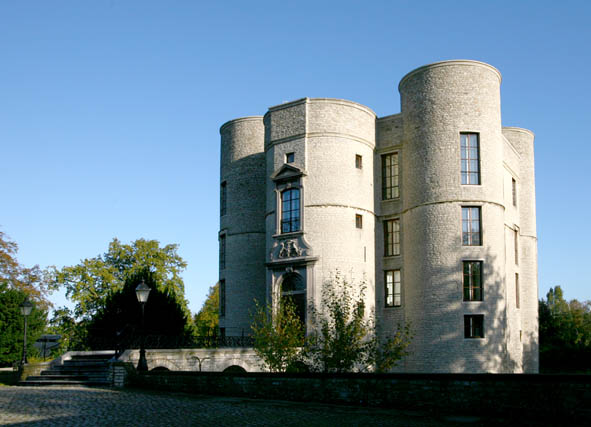
Het kasteel met de middentoren en de hoektorens

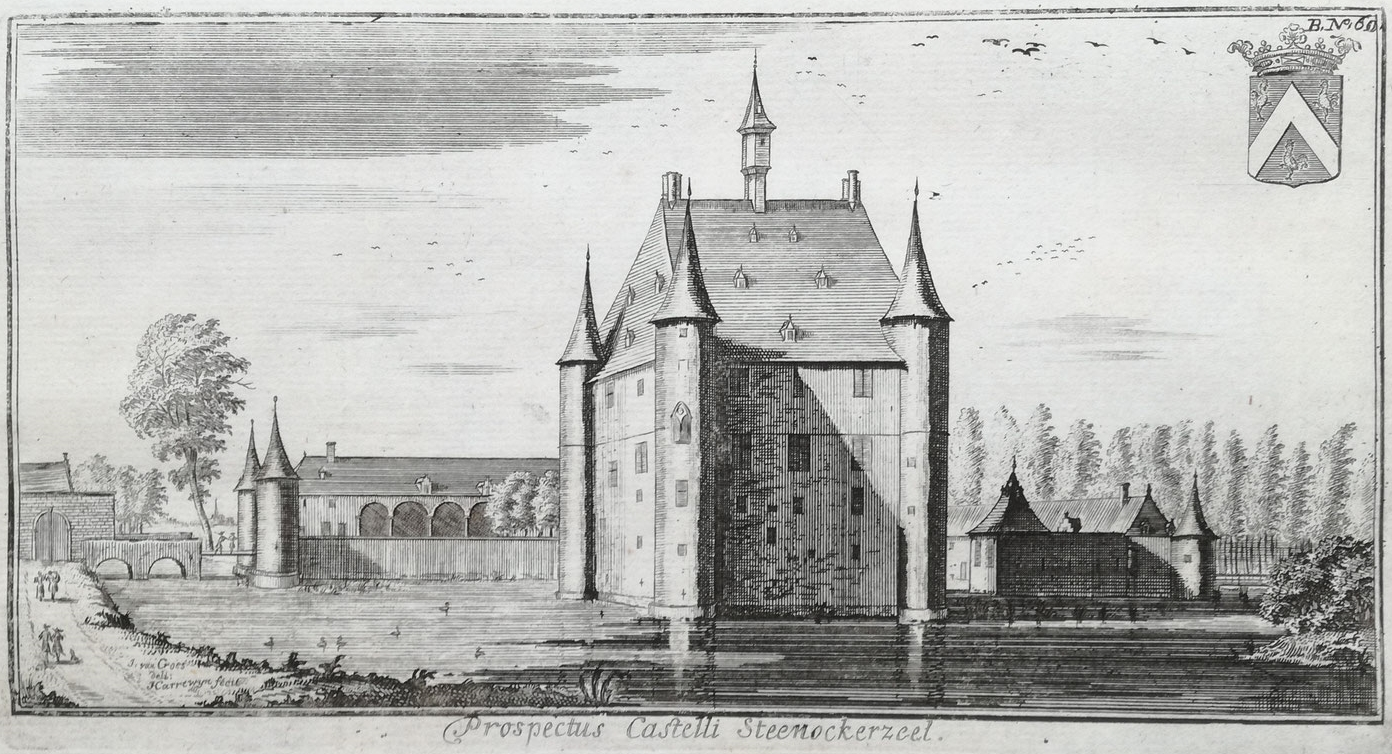
Prent uit 1730

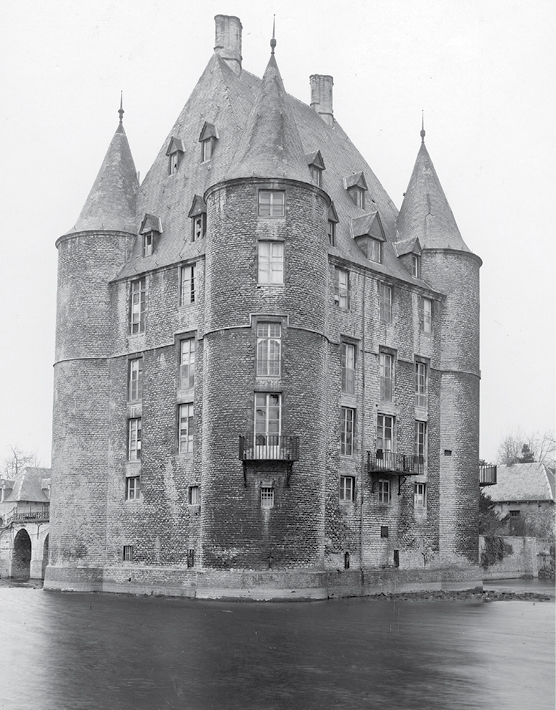
Achterzijde vóór de afbraak van het dak in 1943

Het Kasteel ter Ham is een laatmiddeleeuws waterslot in Steenokkerzeel. Het was de zetel van de gelijknamige heerlijkheid.

## Geschiedenis
In de vroege middeleeuwen was Ham vermoedelijk een versterke hofstede op een eiland gevormd door een meanderdoorbraak. Het eerste stenen bouwwerk was een ringmuur. Tegen de 12e eeuw verscheen op het huidige voorplein een stenen kasteel, zoals blijkt uit de naam Steynhockensele, in 1280 voor het eerst vermeld. Het was de zetel van de heren van Steenokkerzeel, die ook elders belangen hadden. Wouter VI Berthout was rond 1280 eigenaar. Zijn nazaat Floris Berthout verkocht Ter Ham in 1321 aan Rogier van Leefdael, wiens dochter Isabelle het rond 1353 overdroeg aan ridder Jan van Hamme. In 1490 werd Filip III Hinckaert eigenaar. Hij bouwde het huidige kasteel, dat omgeven was door grote vijvers en enkel bereikbaar langs twee ophaalbruggen. Uit zijn testament weten we dat hij de dries opofferde om de vijvers te graven. Hij volgde de nieuwe mode om weer donjonachtig te bouwen, met als directe inspiratie het kasteel van Laarne.
In 1511 verkocht Filip IV Hinckaert Ter Ham aan Karel van Lannoy, die een grote carrière tegemoet ging als veldheer in Italië. Zijn kleinzoon Orazio voerde in 1576 een proces over Steenokkerzeel. Een jaar later werd het verkocht aan Catharina van Brandenburg (1533-1621), weduwe van baron Jan van Coterau. Michiel Coxie beeldde het kasteel in 1591 af als een gebouw met een groot zadeldak, kantelen en een kegelvormige torenspits. De familie Cotereau onderging in 1635 een plundering van Ter Ham door Franse en Nederlandse troepen, en moest haar domeinen in 1698 uit geldnood verkopen aan Pieter Fariseau. Van 1728 tot 1754 behoorde het kasteel aan Jan Domien Albert van Salm (1708-1778) en zijn broer Filip.
Daarna was de familie Groesbeek kasteelheer van Ter Ham. Elisabeth Catharina Francisca van Groesbeek (1730-1782) liet ingrijpende transformaties uitvoeren: ze verhoogde de bedaking, vergrootte de vensters, moderniseerde het interieur en plaatste een vaste brug. Bij testament liet ze het kasteel na aan haar neef, markies Charles de Croix. 

## Keizerin vanOostenrijken koningin vanHongarijeop het kasteel
Zijn zoon en erfgenaam Charles Edmond (1807-1863) stierf in een jachtongeval, wat zijn opvolger Philippe niet belette Ter Ham uit te breiden tot 400 ha met het oog op de jacht. De laatste in deze lijn was Jean de Croix, die het kasteel in 1929 verhuurde aan de voormalige keizerin Zita van Bourbon-Parma, nadat de Habsburgse troon was gevallen door de Eerste Wereldoorlog. Ze woonde er met haar acht kinderen, onder wie Otto van Habsburg. Er kwam regelmatig koninklijk bezoek, maar ook monarchisten zoals Joseph Roth in 1935 vonden de weg naar dit hoofdkwartier van de restauratieplannen. Het discrete leven werd in 1940 verstoord door de Tweede Wereldoorlog. Op 10 mei vluchtte Zita met haar gezin naar Québec, en twee dagen later werd Ter Ham getroffen door een bom. De Duitsers namen er hun intrek en brachten veel schade toe. Ook lieten ze in 1943 de daken en een deel van de bovenmuren verwijderen omwille van de nabijgelegen vliegbasis Melsbroek.
De kinderen van gravin Jeanne Marie de Maillé de la Tour Landry, weduwe van de laatste Croix, waren niet geïnteresseerd in het verminkte kasteel, zodat ze het domein van 4 ha in 1957 verkocht aan de gemeente voor 1 miljoen frank. De kosten van de noodzakelijke restauratie bleken te hoog gegrepen, en in 1964 werd het ministerie van Nationale Opvoeding en Nederlandse Cultuur de nieuwe eigenaar voor 1,2 miljoen frank. Het kasteel werd gerestaureerd door de architecten Leo De Vos en Jacques Kint. De muren werden weer opgemetseld, maar het plat dak bleef behouden omdat het vliegverkeer vanaf Zaventem nog steeds bepalend was. Het kasteel werd ingericht als conferentie- en crisiscentrum. In 1974 werd er onderhandeld over de staatshervorming in het kader van de regeringsformatie. In 2014 gaf het Vlaams gewest het kasteel in erfpacht aan Optimum C, het opleidingscentrum voor ouderenzorg van de groep Soprimat. In de onmiddellijke nabijheid van het kasteel, op de plaats van de oude kasteelhoeve, werden vanaf 2018 twintig nieuwbouwwoningen opgetrokken. In 2020-2021 werden de zandstenen vijvermuren gerenoveerd.

## Beschrijving
Het kasteel is een massief rechthoekig gebouw uit plaatselijke zandsteen. Het heeft vier hoektorens en in de voorgevel een middentoren. De toegang verloopt via een barokke korfboogpoort met een geblokte omlijsting. Het wapen van de familie Cotereau is erin verwerkt, hun leus Soli Deo Gloria en het jaartal 1648. Het poortrisaliet van de middentoren is versierd met rocaille en draagt het wapen van Elisabeth van Groesbeeck. Rond het kasteel staan een aantal historische bijgebouwen, zoals een portiershuis, stallingen en een galerij. Daarin zijn een viertal torens van het oude kasteel verwerkt.

## Voetnoten
1. ↑  Krista De Jonge en Sanne Maekelberg, "Matters of Representation: On the Revival of the Early Mediaeval Keep in Brabant during the Early Modern Period", in: Romanesque Renaissance: Carolingian, Byzantine and Romanesque Buildings (800–1200) as a Source for New All’Antica Architecture in Early Modern Europe (1400–1700), ed. Adriaan Ottenheym, 2021, p. 211. Gearchiveerd op 14 augustus 2023.
2. ↑  20 assistentiewoningen op Kasteel Ter Ham in Steenokkerzeel, Ring TV, 7 december 2017. Gearchiveerd op 7 mei 2023.
3. ↑  Verzakte muren en problemen met watertoevoer: vijvers Kasteel van Ham worden eindelijk gerenoveerd, hln.be, 27 november 2020. Gearchiveerd op 9 mei 2023.